# Marco Branca
Marco Branca, född 6 januari 1965 i Grosseto, är en italiensk före detta fotbollsspelare och före detta sportchef i Inter. Han är bland annat känd för att ha värvat Diego Milito, Wesley Sneijder, Thiago Motta och Samuel Eto'o, alla fyra som låg bakom Inters historiska trippel 2010.
Marco Branca meddelade att José Mourinho skulle lämna Inter efter det framgångsrika säsongen 2009/2010 och att Rafael Benitez skulle ta över. Men det gick inte så bra för Benitez så Marco Branca plockade in Milan-legendaren Leonardo Nascimento de Araújo, som gjorde ett mycket bra jobb säsongen 2010/2011 och lyckades vinna Coppa Italia. Leonardo fick dock sparken efter förlusten mot Schalke 04 med 2-5 på hemmaplan.
Därefter gav Branca Claudio Ranieri förtroendet efter att Gasperini totalt misslyckats med sin klassiska trebackslinje. Ranieri såg till att Inters försvarsspel fixade sig men efter dåliga resultat i Champions League och ligan fick han också till slut avgå och man plockade in Primavera tränaren Andrea Stramaccioni.